# Huta (Lipno)
Pour les articles homonymes, voir Huta.
Huta est une localité polonaise de la voïvodie de Couïavie-Poméranie et du powiat de Lipno.